# Léon Hugonnet
Léon Hugonnet (1842-1910) est un militant socialiste révolutionnaire, publiciste, journaliste et diplomate français. Il a collaboré à divers journaux parisiens et a publié plusieurs ouvrages sur l'Algérie, les Balkans et l'Égypte.
Appartenant à une famille de militaires, il est le frère cadet de Ferdinand Hugonnet, qui se fera connaître comme officier des Bureaux arabes en Algérie et écrivain militaire. Léon est élève au Prytanée de La Flèche, dans la Sarthe de 1853 à 1859. Incorporé au 2e Régiment de chasseurs d’Afrique le 30 octobre 1863, il est réformé pour myopie en 1864.

## Participation à la Commune de Paris
Léon Hugonnet, à Paris en 1870, est élu en septembre lieutenant de la 1ère  compagnie du 228e bataillon de la Garde nationale. C’est dans ce corps qu’il participe, avec le grade de capitaine-adjudant-major, à la Commune de Paris. Il est présent le 18 mars 1871 à Montmartre, plus tard à Asnières et Neuilly, puis à la caserne de la Pépinière et au Champ-de-Mars, et le 20 mai, à Passy. Il collabore au journal L’Estafette, sorti du 23 avril au 23 mai 1871, qui prend la suite du Bonnet rouge, publié du 10 au 22 avril 1871. Condamné par contumace, le 17 décembre 1872, par le 10e conseil de guerre, à la déportation dans une enceinte fortifiée, il parvient pourtant à échapper à ces sanctions.

## Activité dans l'exil et après l'amnistie
Exilé en Belgique, en Roumanie, puis en Suisse, Léon Hugonnet voyage ensuite en Égypte. Il collabore au Travailleur, revue socialiste révolutionnaire publiée à Genève du 20 mai 1877 à mai 1878, organe anarchiste.
Républicain et anticlérical, hostile au jacobinisme, il est favorable à la création d'une confédération danubienne.
Amnistié en 1879, il est décoré de la Légion d'honneur en 1888, et remplit ensuite plusieurs charges de consul, d’abord à Djeddah comme vice-consul et notamment à Mogador (aujourd’hui Essaouira, au Maroc) en 1898.

## Position sur l'Algérie
Charles-Robert Ageron écrit à son sujet : « Urbain se connut un disciple, Léon Hugonnet. Celui-ci ne renia jamais "le maître vénéré" qu’il s’était donné et contribua à le tirer de l’oubli au début du XXe siècle en célébrant son souvenir ».
Léon Hugonnet est bien un admirateur d'Ismaÿl Urbain. Il l'a d'abord connu par son frère ainé, Ferdinand, qui était son ami, puis rencontré en 1864 à Alger lors de son incorporation, et il a pu lire ses articles et ses livres. Il lui envoie en 1869 son livre sur l'Algérie où il écrit notamment : « la conquête n'est pas seulement un crime, mais, ce qui paraît plus grave aux yeux des politiques, elle est une faute ». Il reçoit de lui une réponse bienveillante et enthousiaste qu'il publiera lors de sa mort en 1884.
Sur la légitimité de la conquête, il réitère en 1875 : « Au point de vue international, la conquête de l’Algérie n’est pas justifiable ». Sensible aux comparaisons d'Urbain qui connaît lui aussi les deux pays, il montre que la France a bien mieux contribué au développement économique et social en Égypte sans conquête et par la coopération - pour utiliser un terme actuel - qu'en Algérie par la conquête.
On lui doit, en 1903, une belle biographie d'Ismaÿl Urbain dans L’Akhbar publié à Alger par  Victor Barrucand.

## Publications
- La crise algérienne et la démocratie', texte précédé d'une lettre à M. Emile de Girardin, Paris : Lechevalier, 1868.
- Six mois en Roumanie... Projet de confédération danubienne, Paris : Lechevalier, 1875.
- Colonisation et conquête – Parallèle entre l’Algérie et l’Égypte. La réforme judiciaire en Égypte, Paris : A. Challamel / Le Caire : A. Barbier, 1875.
- La Grèce nouvelle, Paris : A. Degorce-Cadot, in Bibliothèque de vulgarisation, tome 12, 1882.
- En Égypte : Le Caire, Alexandrie, les Pyramides, Paris : C. Lévy, 1883.
- La Grèce nouvelle : l’hellénisme, son évolution et son avenir, Paris : A. Degorce-Cadot, 1884.
- La Turquie inconnue : Roumanie, Bulgarie, Macédoine, Albanie, Paris, L. Frinzine, 1886.
- Le Réveil national, Paris : V. Havard, 1886.
- Chez les Bulgares, Paris, A. Savine, 1888.